# طريق كامينو ريال دي تييرا أدنترو
El Camino Real de Tierra Adentro ( الإنجليزية: The Royal Road of the Interior Land )، والمعروف أيضًا باسم طريق الفضة،  كان طريقًا إسبانيًا 2,560-كيلومتر-long (1,590 ميل)الطريق بين مدينة مكسيكو وسان خوان بويبلو ( أوهكاي أوينجيه )، نيو مكسيكو (في الولايات المتحدة الحديثة)، والذي تم استخدامه من عام 1598 إلى عام 1882. كان هذا هو الطريق الأكثر شمالاً من بين "الطرق الملكية" الأربعة الرئيسية التي ربطت مدينة مكسيكو بروافدها الرئيسية أثناء وبعد الحقبة الاستعمارية الإسبانية. 
في عام 2010، تمت إضافة 55 موقعًا وخمسة مواقع تراث عالمي تابعة لليونسكو على طول الجزء المكسيكي من الطريق بشكل جماعي إلى قائمة التراث العالمي،  بما في ذلك المدن التاريخية والبلدات والجسور والمزارع والمعالم الأثرية الأخرى على طول الطريق 1,400-كيلومتر (870 ميل) الطريق بين المركز التاريخي لمدينة مكسيكو سيتي (وهو أيضًا موقع تراث عالمي بحد ذاته) وبلدة فالي دي الليندي، تشيهواهوا.
يبلغ طول الطريق 404-ميل (650 كـم) إعلن جزء من الطريق داخل الولايات المتحدة كمسار تاريخي وطني، وهو جزء من نظام الممر التاريخي الوطني، في 13 أكتوبر 2000. يتم الإشراف على الطريق التاريخي من قبل كل من هيئة المتنزهات الوطنية ومكتب إدارة الأراضي الأمريكي بمساعدة جمعية El Camino Real de Tierra Adentro Trail Association (CARTA). تم إدراج جزء من المسار بالقرب من سان أكاسيا، نيو مكسيكو، في السجل الوطني الأمريكي للأماكن التاريخية في عام 2014. 

## استخدامات الاسم

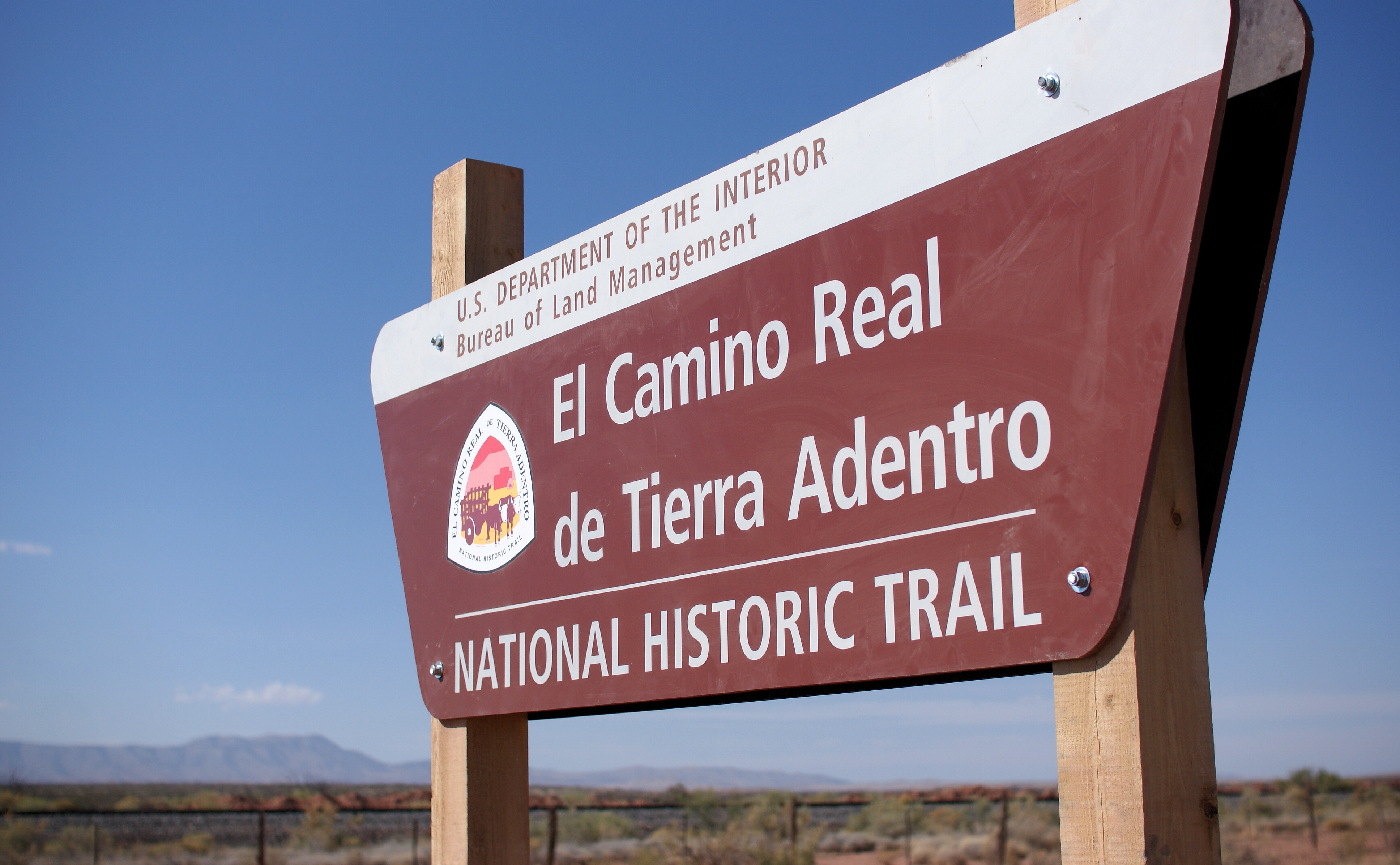
الجزء من الطريق الذي يمر عبر الأراضي الأمريكية، يبلغ إجمالي طوله تم إعلانه مسارًا تاريخيًا وطنيًا في أكتوبر 2000.

الاسم كان مصدر للارتباك، لأنه خلال فترة نائبية إسبانيا الجديدة كانت جميع الطرق التي يمكن عبورها بواسطة العربات التي تجرها الخيول تسمى "كامينو ريال"، وكان عدد كبير من الطرق في جميع أنحاء نائبية إسبانيا يحمل هذا التصنيف. وعلى نحو مماثل، كانت جميع الأراضي الداخلية خارج مدينة مكسيكو سيتي تسمى ذات يوم "Tierra Adentro". ولهذا السبب تم تسمية جزء الطريق بين سانتياغو دي كويريتارو وسالتيلو بدلاً من ذلك باسم "La Puerta de Tierra Adentro" ("باب Tierra Adentro"). كان هناك تاريخيًا العديد من "Caminos Reales de Tierra Adentro" المعينة في جميع أنحاء إسبانيا الجديدة، وربما يكون ثاني أهم طريق بعد الطريق إلى سانتا في هو الطريق الذي يؤدي من ساليتيو، كواهويلا، إلى مقاطعة تكساس.

## التاريخ

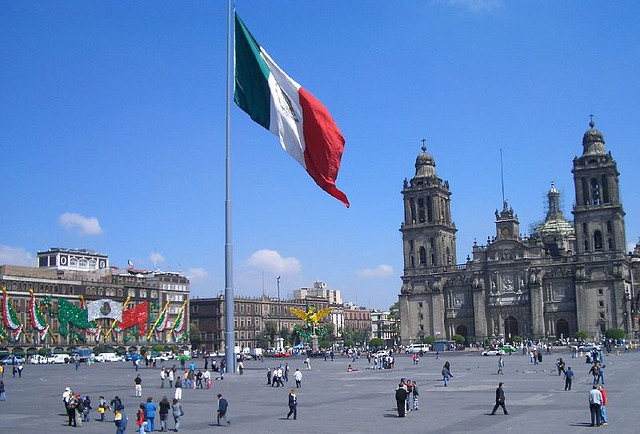
مدينة مكسيكو

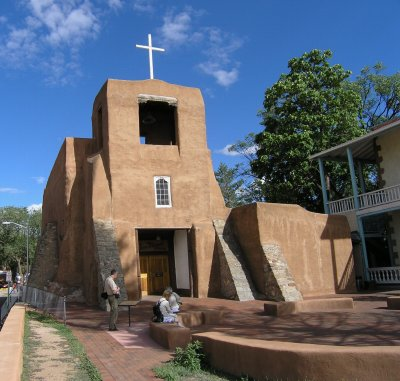
البعثة الإسبانية سان ميغيل في سانتا في، نيو مكسيكو.إنها أقدم كنيسة في الولايات المتحدة.

### تاريخ ما قبل كولومبوس
قبل وقت طويل من وصول الأوروبيين، أنشأت القبائل والممالك الأصلية التي نشأت في جميع أنحاء السهوب الوسطى الشمالية للمكسيك الطريق الذي سيصبح فيما بعد طريق كامينو ريال دي تييرا أدينترو كطريق رئيسي للصيد والتجارة.كان الطريق يربط شعوب وادي المكسيك مع شعوب الشمال من خلال تبادل المنتجات مثل الفيروز والسبج والملح والريش.بحلول عام 1000 ميلادي، كانت هناك شبكة تجارية مزدهرة من أمريكا الوسطى إلى جبال روكي. 

### الغزو الأوروبي
بعد إخضاع تينوتشتيتلان في عام 1521، بدأ الغزاة والمستعمرون الإسبان سلسلة من الحملات الاستكشافية بهدف التوسع والحصول على ثروة أكبر للتاج الإسباني.وقد قادتهم جهودهم إلى اتباع المسارات التي أنشأها السكان الأصليون الذين كانوا يتبادلون البضائع بين الشمال والجنوب.
في أبريل 1598، فقدت مجموعة من الكشافة العسكرية بقيادة خوان دي أوناتي، الحاكم الاستعماري المعين حديثًا لمقاطعة سانتا في دي نويفو مكسيكو، طريقها في الصحراء جنوب باسو ديل نورتي أثناء البحث عن أفضل طريق إلى ريو ديل نورتي.قام أحد السكان المحليين الهنود الذين تم أسرهم ويدعى مومبيل برسم خريطة على الرمال للممر الآمن الوحيد إلى النهر.وصلت المجموعة إلى نهر نورتي جنوب مدينة إل باسو وسيوداد خواريز الحالية في أواخر أبريل، حيث احتفلوا بعيد الصعود الكاثوليكي في 30 أبريل، قبل عبور النهر.ثم قاموا برسم الخريطة وتوسيع الطريق إلى ما يعرف الآن بإسبانيولا ، حيث أنشأ أوناتي عاصمة المقاطعة الجديدة. أصبح هذا المسار هو Camino Real de Tierra Adentro، وهو الطريق الأكثر شمالاً من بين الطرق الملكية الأربعة الرئيسية - Caminos Reales - التي تربط مدينة مكسيكو بروافدها الرئيسية في أكابولكو، وفيراكروز،وأوديينسيا ( جواتيمالا )، وسانتا في.
بعد ثورة بويبلو عام 1680، التي أجبرت الإسبان بالقوة على الخروج من نويفو مكسيكو، قررت التاج الإسباني عدم التخلي عن المقاطعة بالكامل، بل حافظت بدلاً من ذلك على قناة إلى المقاطعة حتى لا تتخلى تمامًا عن رعاياها المتبقين هناك.نظمت النيابة الملكية نظامًا يسمى " القيادة" لتزويد البعثات والتحصينات والمزارع الشمالية.تتألف القيادة من قوافل عربات كانت تغادر كل ثلاث سنوات من مدينة مكسيكو إلى سانتا في على طول طريق كامينو ريال دي تييرا أدينترو.تطلبت الرحلة رحلة طويلة وصعبة استمرت ستة أشهر، بما في ذلك 2-3 أسابيع من الراحة على طول الطريق.
كانت هناك العديد من المشاكل التي واجهها القائد والمسافرون الآخرون.قد تجبر فيضانات النهر القافلة على الانتظار لأسابيع على ضفافه حتى تتمكن من عبور النهر.وفي أوقات أخرى، قد تؤدي فترات الجفاف الطويلة في المنطقة إلى ندرة المياه وصعوبة العثور عليها.كان الجزء الأكثر رعبًا من الرحلة هو عبور جورنادا ديل مويرتو بعد إل باسو ديل نورتي: ما يقرب من 100 كيلومتر (62 ميل) من الصحراء القاحلة الشاسعة التي لا يوجد بها أي مصادر للمياه لترطيب الرجال والحيوانات.
كما كان الخطر الأعظم الذي هدد القافلة هو الهجمات المحلية.تجولت مجموعات من قطاع الطرق في جميع أنحاء المنطقة وهددت القافلة من ولاية المكسيك الحالية إلى ولاية كويريتارو، بحثًا عن أشياء ذات قيمة.ومن الجزء الجنوبي من زكاتيكاس إلى الشمال، كان التهديد الأعظم يتمثل في سكان تشيتشيماكاس الأصليين، الذين أصبحوا أكثر عرضة للهجوم مع تقدم القافلة شمالاً.كان الهدف الرئيسي للتشيشيميكاس هو الخيول، لكنهم كانوا في كثير من الأحيان يأخذون النساء والأطفال أيضًا.سمحت سلسلة من الحصون على طول الطريق بتتابع القوات لتوفير الحماية الإضافية للقوافل.في الليل، في المناطق الأكثر خطورة، كانت القوافل تشكل دائرة بعرباتها التي تحمل الناس والحيوانات في داخلها.

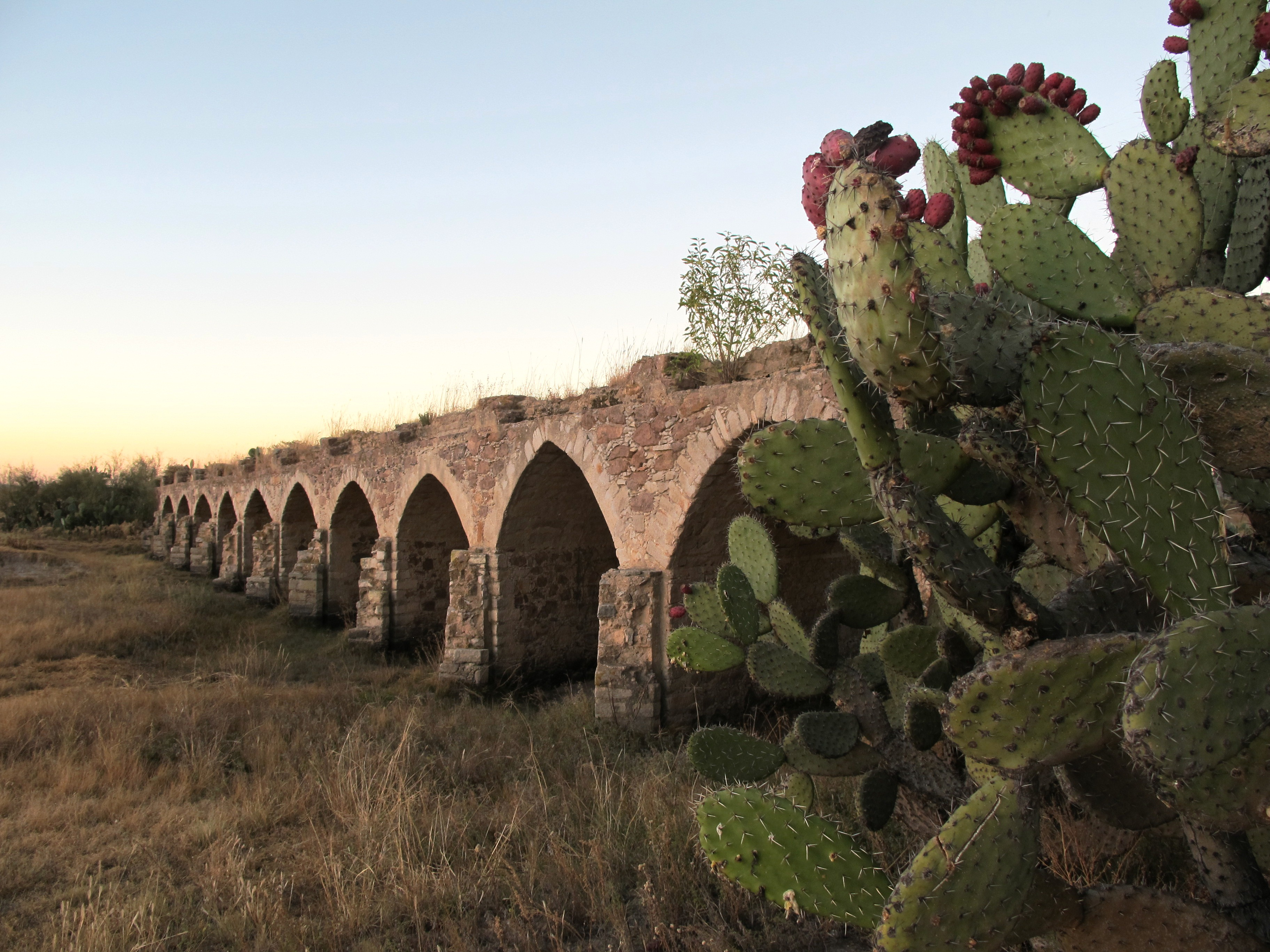
جسر أوجويلوس في ولاية خاليسكو، وهو جزء من طريق كامينو ريال دي تييرا أدينترو، وهو موقع مدرج على قائمة اليونسكو للتراث العالمي إلى جانب 59 موقعًا آخر على الطريق

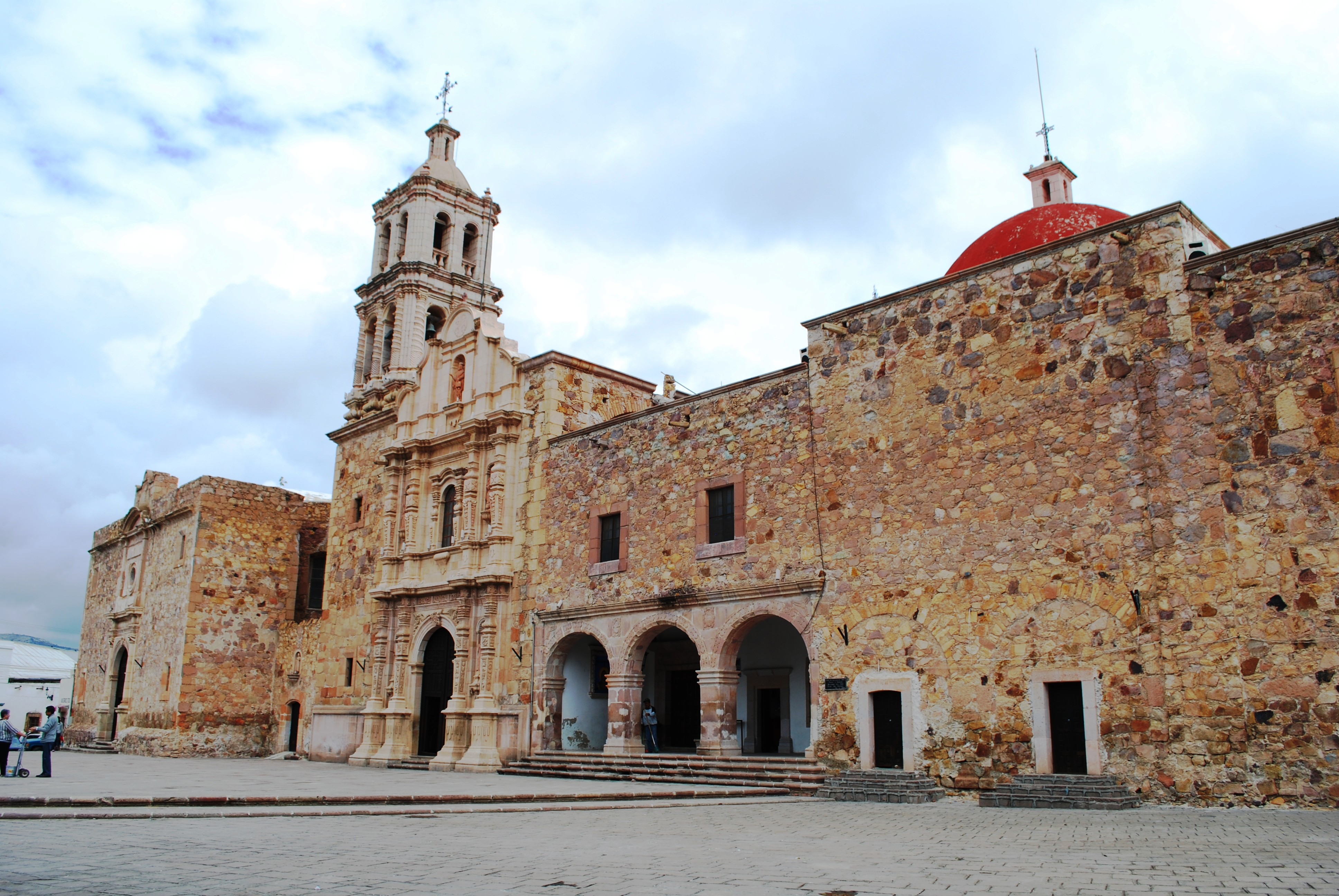
ساحة بلازا دي سان فرانسيسكو، حيث يقع Templo de la Tercera Orden وTemplo y Convento de San Francisco، الذي بدأ بناؤه عام 1567، في مدينة سومبريريتي، زاكاتيكاسويظهر التأثير الإسباني الممزوج بالعناصر المحلية بوضوح، مثل إدارة المحجر الوردي أو عناصر تلاكسكالتيك عند مدخل المعبد.

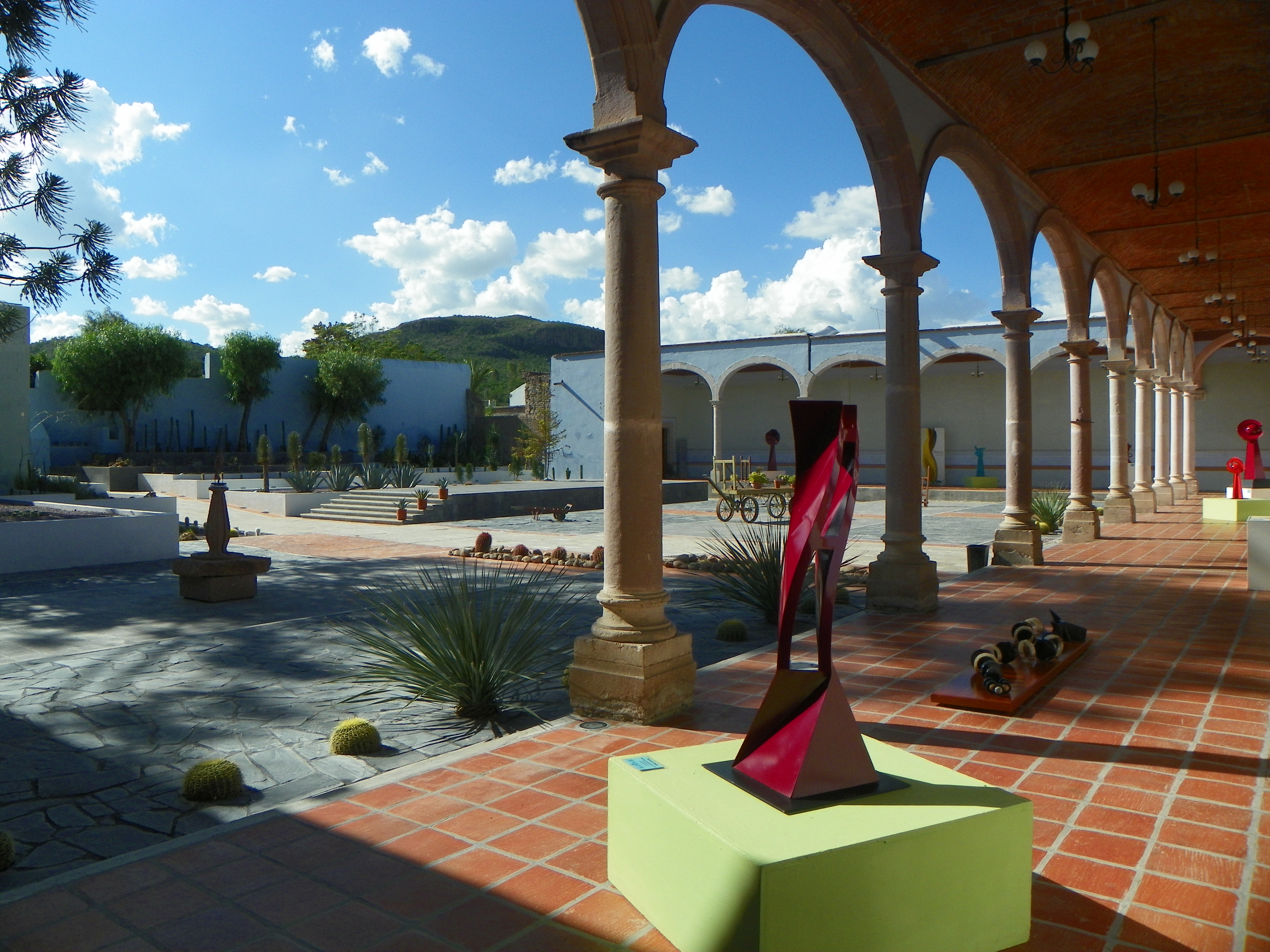
Hacienda de San Blas ، في بلدة Pabellón de Hidalgo ، هي مزرعة تعود إلى القرن السادس عشر، ويتم الحفاظ عليها الآن كمتحف للتمرد.إنه مثال جيد على المزارع الزراعية التي تغذي Camino Real de Tierra Adentro.

تم استخدام طريق كامينو ريال بشكل نشط كطريق تجاري لأكثر من 300 عام، من منتصف القرن السادس عشر إلى القرن التاسع عشر، بشكل أساسي لنقل الفضة المستخرجة من المناجم الشمالية.خلال هذه الفترة، تم تحسين الطريق بشكل مستمر، ومع مرور الوقت أصبحت المخاطر أقل مع ظهور المزارع والمراكز السكانية.

### القرن الثامن عشر
خلال القرن الثامن عشر، ازدادت المواقع على طول طريق كامينو ريال دي تييرا أدينترو بشكل كبير.أصبحت المنطقة الواقعة بين فيلات دورانجو وسانتا في تُعرف باسم "درب شيواوا".أصبحت فيلا سان فيليبي إل ريال ( مدينة شيواوا اليوم)، التي أنشئت في عام 1709 لدعم المناجم المحيطة، المركز التجاري والمنطقة المالية الأكثر أهمية على طول هذا القطاع.
تأسست فيلا سان فيليبي نيري دي ألبوركيركي ( ألباكركي، نيو مكسيكو حاليًا) في عام 1706 وأصبحت أيضًا محطة مهمة.بفضل موقعها الدفاعي على طريق كامينو ريال، أصبحت فيلا ألبوركيركي مركزًا للتبادل التجاري بين نويفو مكسيكو وبقية إسبانيا الجديدة خلال القرن الثامن عشر، حيث كانت تتم تجارة الماشية والصوف والمنسوجات وجلود الحيوانات والملح والمكسرات.وقد حدث هذا التبادل بشكل رئيسي مع مدن التعدين في شيواوا، وسانتا باربرا ، وبارال .
أصبحت El Paso del Norte ( سيوداد خواريز حاليًا) محطة رئيسية أخرى على الطريق.في عام 1765، قُدِّر عدد سكان إل باسو ديل نورتي بنحو 2635 نسمة، مما أدى إلى إنشاء ما كان آنذاك أكبر مركز حضري على الحدود الشمالية لإسبانيا الجديدة.أصبحت مدينة إل باسو ديل نورتي مركزًا مهمًا للزراعة وتربية الماشية، وهي معروفة بنبيذها وبرانديها وخلها وزبيبها.
في القرن الثامن عشر، سمحت التاج الإسباني بإنشاء معارض على طول طريق كامينو ريال لتعزيز التجارة (على الرغم من أن بعض أشكال هذه المعارض كانت موجودة بالفعل منذ بعض الوقت قبل ذلك).بعض المعارض الأكثر أهمية على طول طريق كامينو ريال تشمل معرض سان خوان دي لوس لاغوس في خاليسكو ، ومعرض ساليتيو ، ومعرض شيواوا ، الذي كان ذا أهمية كبيرة لتجار نويفو مكسيكو.كان معرض تاوس أيضًا حدثًا سنويًا مهمًا حيث كان الكومانشيون واليوتس يتاجرون بالأسلحة والذخيرة والخيول والمنتجات الزراعية والفراء واللحوم مع الإسبان.وفي الوقت نفسه، حافظت إسبانيا على احتكارها لمنتجات مقاطعاتها الشمالية، وبالتالي لم تحدث أي تجارة مع مستعمرة لويزيانا الفرنسية .
في النصف الثاني من القرن الثامن عشر، مثلت الحدود الشمالية لإسبانيا الجديدة مصلحة أساسية للإمبراطورية الإسبانية وسياساتها الإصلاحية، بهدف ضمان السيادة الإسبانية على مقاطعاتها الشمالية، والتي كانت موضع رغبة جيوسياسية كبيرة من قبل القوى الأوروبية الأخرى - وخاصة الإنجليز والفرنسيين. عملت التاج الإسباني على دمج السكان الأصليين في الرعاية الاجتماعية والاقتصادية لمقاطعاتها ومنحهم الأسباب للمشاركة في الدفاع عن الحدود الإسبانية. 
وهكذا، قدم الكابتن نيكولاس دي لافورا (المعين من قبل ماركيز دي روبي آنذاك) وصفًا لحدود إسبانيا الجديدة في كتابه " Viaje a los presidios internos de la América septentrional" ، وهو نتاج رحلة استكشافية جرت بين عامي 1766 و1768.كانت هذه الحملة جزءًا من لجنة أكبر بشأن القضايا الدفاعية والقدرات العسكرية التي أوكلتها التاج الإسباني إلى ماركيز روبي، لتقييم التمركز التكتيكي للتحصينات، وتفقد جاهزية القوات، ومراجعة اللوائح العسكرية، واقتراح ما يمكن القيام به لتعزيز الحكومة والدفاع عن الدولة.ومن خلال مراجعتها، اقترح الماركيز إنشاء خط من التحصينات على طول الحدود الشمالية لإسبانيا الجديدة، من خليج المكسيك إلى خليج كاليفورنيا لحماية نفسها من اليوتس والأباتشي والكومانشي والنافاجو. قام دون خوسيه دي غالفيز، المفوض الخاص لتشارلز الثالث إلى إسبانيا الجديدة، بترقية ("القائد العام للمقاطعات الداخلية") للمقاطعات الشمالية من إسبانيا الجديدة.ومع ذلك، فقد أدرك أيضًا أن حربًا طويلة مع السكان الأصليين سيكون من المستحيل الفوز بها أو استمرارها بسبب نقص الموارد العسكرية في المنطقة.ومن هذا المنطلق، عمل بنفسه على تعزيز السلام القوي في المقاطعات وتعزيز الوجود التجاري في عام 1779.
في عام 1786، نشر ابن شقيق خوسيه دي جالفيز، برناردو دي جالفيز، نائب الملك في إسبانيا الجديدة، "تعليماته " التي تضمنت ثلاث استراتيجيات للتعامل مع السكان الأصليين: مواصلة الضغط العسكري على القبائل المعادية وغير المنحازة؛ والسعي إلى تشكيل تحالفات مع القبائل الصديقة؛ وتعزيز التبعية الاقتصادية مع هؤلاء السكان الأصليين الذين دخلوا في معاهدات سلام مع التاج الإسباني.
وفي العقد الأخير من القرن الثامن عشر، تم التوصل إلى سلام هش بين الإسبان وقبائل الأباتشي نتيجة للتغييرات الإدارية والاستراتيجية المذكورة أعلاه.ونتيجة لهذا، توسعت التجارة على طول طريق الكامينو ريال بشكل كبير مع وصول المنتجات من جميع أنحاء العالم، بما في ذلك المنتجات من المقاطعات الأخرى في إسبانيا الجديدة، والتي جلبت عن طريق البر؛ والمنتجات الأوروبية التي جلبها الأسطول الإسباني؛ وحتى تلك التي جاءت من سفينة مانيلا التي كانت تصل سنويا إلى أكابولكو من غرب المحيط الهادئ.على سبيل المثال، في ذلك الوقت، كانت المنتجات الأكثر شيوعًا التي يبيعها التجار في مدينة بارال على طول "درب تشيهواهوا" تشمل: بلاتونسيلوس من ميتشواكان ؛ جاريلوس من كواوتيتلان في ولاية مكسيكو؛ ماجوليكا من ولاية بويبلا ؛ خردة الخزف من الصين ؛ ومنتجات الطين من جوادالاخارا .

### القرن التاسع عشر
لقد جلب القرن التاسع عشر العديد من التغييرات لكل من المكسيك وحدودها الشمالية.منذ الحروب النابليونية وحتى بداية حرب الاستقلال المكسيكية ، كانت الحكومة الاستعمارية غير مستقرة وكانت تكافح من أجل مواصلة إرسال الموارد إلى المقاطعات الشمالية.وقد أدى هذا الفراغ إلى إنشاء موردين بديلين وطرق إمداد إلى تلك المقاطعات.في عام 1807، تم إرسال التاجر والوكيل العسكري الأمريكي زيبولون بايك لاستكشاف الحدود الجنوبية الغربية بين الولايات المتحدة وإسبانيا الجديدة بهدف إيجاد طريق لجلب التجارة الأمريكية إلى نويفو مكسيكو ونويفا فيزكايا (تشيهواهوا).تم القبض على بايك في 26 فبراير 1807 من قبل السلطات الإسبانية في شمال نويفو مكسيكو، والتي أرسلته على طريق كامينو ريال إلى مدينة شيواوا للاستجواب.بينما كان بايك في هذه المدينة، تمكن من الوصول إلى العديد من خرائط المكسيك وتعلم عن السخط على الهيمنة الإسبانية.
في عام 1821، وبعد 11 عامًا من النضال، حصلت المكسيك على استقلالها من إسبانيا.لقد حافظ الكامينو ريال على دور مهم في هذه الفترة، حيث حمل المسافرون المعلومات حول الأحداث التي كانت تجري في وسط البلاد إلى المدن والقرى في المقاطعات الداخلية.خلال حرب الاستقلال المكسيكية ، تم استخدام طريق الكامينو ريال من قبل القوات المتمردة والقوات الملكية.على سبيل المثال، بعد أن شن المحرر ميغيل هيدالغو إي كوستيلا حرب الاستقلال، استخدم الطريق للتراجع عن معركة جسر كالديرون التي خاضها على ضفاف نهر كالديرون عام 60 كم (37 (ميل) شرق جوادالاخارا في زابوتلانيجو الحالية، خاليسكو ، شمالًا، وصولًا في النهاية إلى آبار باجان في كواهويلا حيث تم القبض عليه وإعدامه من قبل القوات الملكية.

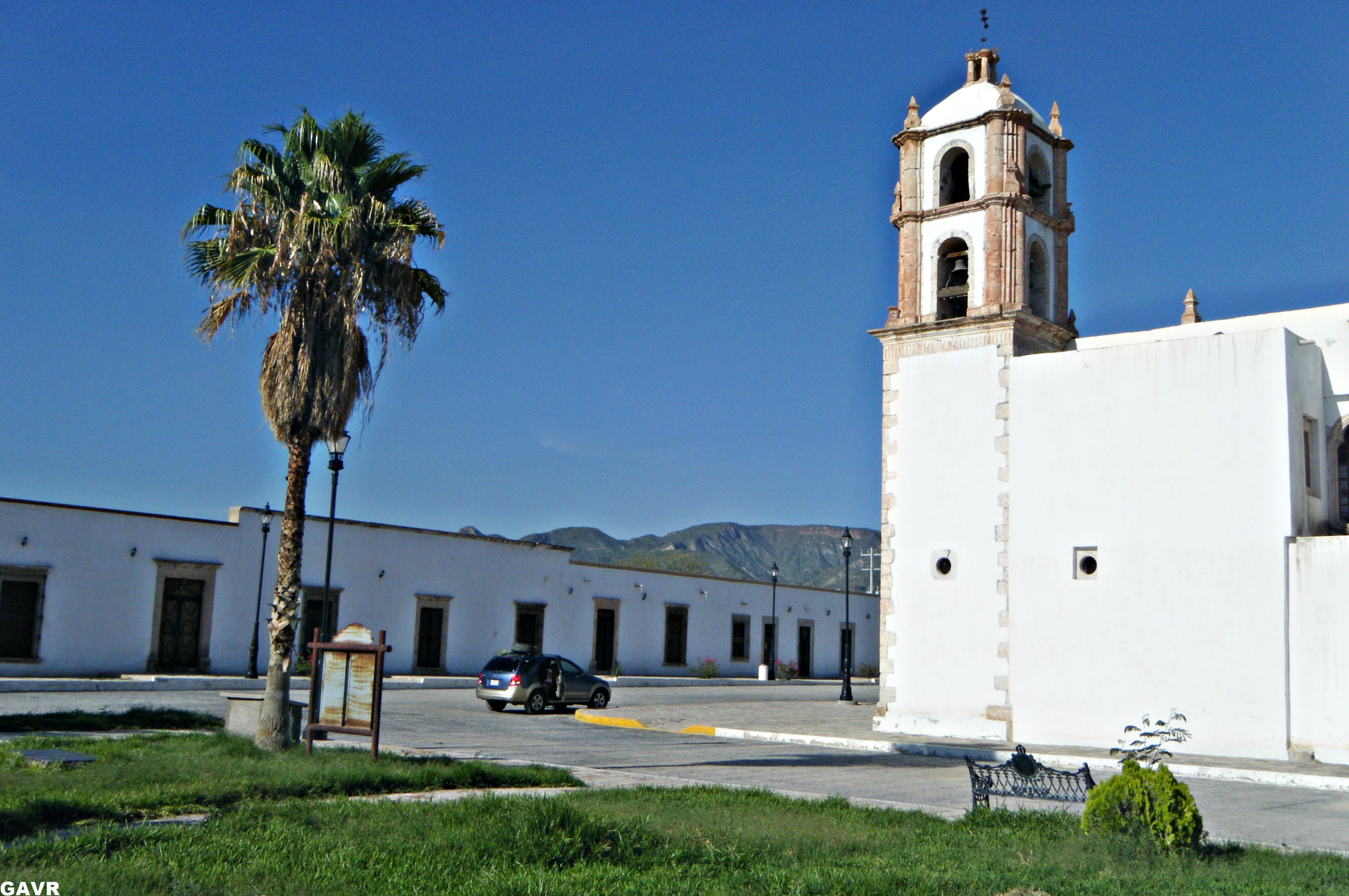
يقع Templo de Nuestra Señora del Refugio في Hacienda La Pedriceña، في مجتمع Los Cuatillos الحالي، في بلدية Cuencamé ، دورانجو .في هذه المزرعة يمكنك العثور على لوحات باروكية ، وقصور متعددة كانت تستخدم لإدارة الممتلكات.تم بناء كنيسة المزرعة في القرن الثامن عشر." صرخة دولوريس " التي يتم الاحتفال بها كل عام في المكسيك في 15 سبتمبر لتذكر دعوة الاستقلال التي أطلقها ميغيل هيدالغو ، تم تنظيمها من هذه المزرعة من قبل الرئيس بينيتو خواريز في عام 1864.

بين عامي 1821 و1822، بعد نهاية حرب استقلال المكسيك ، تم إنشاء درب سانتا في لربط إقليم ميسوري الأمريكي بسانتا في .في البداية، تم القبض على التجار الأميركيين وسجنهم بتهمة جلب البضائع الممنوعة إلى الأراضي المكسيكية؛ إلا أن الأزمة الاقتصادية المتنامية في شمال المكسيك أدت إلى زيادة التسامح مع هذا النوع من التجارة.في الواقع، قدم طريق سانتا في (سيندرو دي سانتا في) الأسواق اللازمة للمنتجات المحلية (مثل القطن) والمنتجات المصنعة من نيو مكسيكو، لذا نظر سكان نيو مكسيكو بشكل إيجابي إلى هذا الطريق التجاري الجديد.بحلول عام 1827، تم إنشاء علاقة مربحة وتجارية بين ميسوري ونيو مكسيكو وتشيواوا.
في عام 1846، أدى النزاع حول الحدود بين تكساس والمكسيك مع الولايات المتحدة إلى غزو لاحق من قبل القوات العسكرية الأمريكية وبدأت الحرب المكسيكية الأمريكية.كانت إحدى هذه القوات بقيادة الجنرال ستيفن كيرني، الذي سافر عبر طريق سانتا في للاستيلاء على عاصمة نيو مكسيكو.تمكنت قوة أخرى بقيادة العقيد ألكسندر ويليام دونيفان من هزيمة مجموعة صغيرة من القوات المكسيكية على طريق كامينو ريال في منطقة لوس برازيتوس جنوب ما يعرف الآن باسم لاس كروسيس ، نيو مكسيكو.وواصلت قوات دونيفان تقدمها حتى سيطرت على مدينة إل باسو ديل نورتي، ثم مدينة شيواوا في وقت لاحق.خلال الفترة من 1846 إلى 1847، أصبح طريق كامينو ريال دي تييرا أدينترو طريقًا للاستخدام المستمر، حيث استخدمته القوات الأمريكية للسفر إلى داخل المكسيك .خلال رحلتهم، احتفظ العديد من المسافرين الأميركيين بمذكرات وكتبوا إلى وطنهم عن ما شاهدوه أثناء سفرهم.قدم أحد الجنود تقديرًا لعدد سكان العديد من المدن على طول الكامينو، بما في ذلك: ألجودونيس، نيو مكسيكو ، مع 1000 نسمة؛ بيرناليلو مع 500؛ سانديا بويبلو مع 300 إلى 400، ألبوكيركي بدون عدد تقديري ولكنها موجودة على مسافة سبعة أو ثمانية أميال على طول ريو غراندي ؛ رانشو دي لوس بلاسيريس مع 200 أو 300؛ تومي مع 2000؛ سوكورو ، التي توصف بأنها "مدينة كبيرة"؛ باسو ديل نورتي مع 5000 إلى 6000، وكاريزال، تشيهواهوا ، مع 400 نسمة.حتى أن الجنود كانوا يسجلون المنتجات والأسعار والحيوانات التي عثروا عليها في رحلاتهم.
مع توقيع معاهدة غوادالوبي هيدالغو في فبراير 1848، انتهت الحرب رسميًا، حيث تنازلت المكسيك عن معظم أراضيها الشمالية للولايات المتحدة، بما في ذلك أجزاء من ولايات نيو مكسيكو وكولورادو وأريزونا وكل كاليفورنيا ونيفادا ويوتا الأمريكية .

## المسار التاريخي الوطني
في الولايات المتحدة، من حدود تكساس ونيو مكسيكو إلى سان خوان بويبلو شمال إسبانيولا، صنف الطريق الأصلي (الذي كان يسمى في وقت ما الطريق الأمريكي 85 ولكن أستبدل لاحقًا بالطرق السريعة الأمريكية بين الولايات 10 و 25 ) كطريق وطني خلاب يسمى إل كامينو ريال.
تمت إضافة مسارات للمشاة والدراجات الهوائية وركوب الخيل إلى أجزاء من ممر طريق التجارة على مدى العقود القليلة الماضية. تشمل هذه المشاريع مسار باسيو ديل بوسكي الحالي في ألبوكيركي وأجزاء من مسار ريو غراندي المقترح. محطتها الشمالية، سانتا في، هي أيضًا محطة نهائية لدرب الإسباني القديم ودرب سانتا في.
على طول المسار، تشمل محطات التوقف التي تم الحفاظ عليها اليوم El Rancho de las Golondrinas . يقع حصن كريج وحصن سيلدن على طول الطريق.

## كارتا
جمعية درب الكامينو الملكي في الأرض (CARTA) هي منظمة درب غير ربحية هدفها الرئيسي المساعدة في الترويج والتثقيف والحفاظ على المسار الثقافي والتاريخي بالتعاون مع دائرة المتنزهات الوطنية الأمريكية ومكتب إدارة الأراضي ووزارة الشؤون الثقافية في نيو مكسيكو والعديد من المنظمات المكسيكية. تنشر CARTA مجلة ربع سنوية إعلامية بعنوان Chronicles of the Trail ، تزود الناس بالمزيد من التاريخ والشؤون الحالية للمسار.

## مسار شيواوا
مسار شيواوا أسم بديل يستخدم لوصف الطريق لأنه يمر من نيو مكسيكو عبر ولاية شيواوا إلى وسط المكسيك.
بحلول أواخر القرن السادس عشر، تقدم الاستكشاف والاستعمار الإسباني من مدينة مكسيكو شمالًا عبر الهضبة المركزية الكبرى إلى هدفه النهائي في سانتا في. حتى استقلال المكسيك في عام 1821، كانت جميع الاتصالات بين نيو مكسيكو وبقية العالم مقتصرة على هذا 1,500-ميل (2,400 كـم) المسار. وفوقها جاءت عربات الثيران وقطارات البغال والمبشرين والجنود والمستعمرين. عندما تم إنشاء طريق سانتا في كطريق بري بين سانتا في وميسوري، قام التجار من الولايات المتحدة بتوسيع عملياتهم جنوبًا على طول طريق شيواوا وما بعده إلى دورانجو وزاكاتيكاس . في نهاية المطاف، استبدل طريق مكسيكو سيتي - سانتا في القديم بالسكك الحديدية في القرن التاسع عشر، وتم إحياءه في منتصف القرن العشرين باعتباره أحد الطرق السريعة الكبرى للسيارات في المكسيك. الجزء الذي يمتد من سانتا في، نيو مكسيكو إلى إل باسو، تكساس، الطريق السريع رقم 85 في الولايات المتحدة، تم إنشاؤه من قبل المبشرين الفرنسيسكان في عام 1581 وربما يكون أقدم طريق سريع في الولايات المتحدة.

## قراءة إضافية
- قاموس التاريخ الأمريكي لجيمس تروسلو آدامز، نيويورك: أبناء تشارلز سكريبنر، 1940
- بويل، سوزان كالافاتي Los Capitalistas: تجار هيسبانو وتجارة سانتا في. ألبوكيركي: مطبعة جامعة نيو مكسيكو، 1997.
- مورهد، ماكس ل. الطريق الملكي في نيو مكسيكو . نورمان: مطبعة جامعة أوكلاهوما، 1958.
- بالمر، غابرييل جي، وآخرون. الكامينو الحقيقي للأرض في الداخل . سانتا فيه: مكتب إدارة الأراضي، 1993.
- بالمر، غابرييل ج. وستيفن ل. فوسبيرج. الكامينو الحقيقي للأرض في الداخل . سانتا فيه: مكتب إدارة الأراضي، 1999.
- بريستون ودوغلاس وخوسيه أنطونيو إسكويبل. الطريق الملكي . ألبوكيركي: مطبعة جامعة نيو مكسيكو، 1998.

## روابط خارجية
- خدمة المتنزهات الوطنية: موقع El Camino Real de Tierra Adentro التاريخي الوطني الرسمي
- مركز إل كامينو ريال للتراث الدولي
- El Camino Real de Tierra Adentro
- CARTA - جمعية El Camino Real de Tierra Adentro Trail: الموقع الإلكتروني
- NM-Monuments.org – "طريق عبر الزمن".